# کوه هس
کوه هس (به انگلیسی: Hess Mountain) یک کوه در ایالات متحده آمریکا است که در Southeast Fairbanks Census Area واقع شده‌است. کوه هس ۳٬۶۳۹٫۳۶ متر بالاتر از سطح دریا واقع شده‌است.